# Jessica Decote
Jessica Decote (26 de enero de 1988) es una actriz mexicana que hizo su debut en la telenovela Corazón indomable, como Juanita.

## Biografía
Jessica Gallegos Muñoz nació en 1988, en Querétaro, México. Egresada del Centro de Educación Artística de Televisa (CEA), Decote hizo su debut en la telenovela Corazón indomable, donde interpretó a Juanita, al lado de Ana Brenda Contreras, Daniel Arenas, Elizabeth Álvarez, René Strickler, entre otros. 
Luego participó en pequeños papeles en las telenovelas Qué pobres tan ricos y Muchacha italiana viene a casarse. Ese mismo año, participa en la serie Como dice el dicho en el episodio "Pies para qué los quiero", donde interpretó a Frida. También participó en La rosa de Guadalupe. 
En el 2015, participó en la telenovela Amores con trampa, donde interpretó a "Yoya", la hija de Facundo y María. Compartió créditos con Itatí Cantoral, Ernesto Laguardia, Eduardo Yáñez y África Zavala. Actualmente participa en la telenovela Corazón que miente, donde interpreta a Florencia, compartiendo créditos con Thelma Madrigal, Pablo Lyle, Diego Olivera, entre otros. En el 2018, Decote participó en la telenovela "Tenías que ser tú" donde protagonizó la historia juvenil interpretando a Leslia "Lesly" Pineda.

## Filmografía

### Telenovelas
| Año       | Título                     | Personaje                            |
| --------- | -------------------------- | ------------------------------------ |
| 2024-2025 | Amor amargo                | Lucía de Olivares                    |
| 2024      | Marea de pasiones          | Rita                                 |
| 2022      | Corazón guerrero           | Viviana Magallón                     |
| 2020-2021 | Imperio de mentiras        | Julia Alvárez Sandoval               |
| 2018      | Tenías que ser tú          | Leslia "Lesly" Pineda Salgado        |
| 2017      | En tierras salvajes        | Elisa Molina                         |
| 2016      | Por siempre Joan Sebastian | Ivette Morán                         |
| 2016      | Corazón que miente         | Florencia Moliner Bustos             |
| 2015      | Amores con trampa          | Carmen Gloria "Yoya" Carmona Sánchez |
| 2013      | Corazón indomable          | Juana "Juanita"                      |

| Año  | Título                     | Papel               | Notas                                                                          |
| ---- | -------------------------- | ------------------- | ------------------------------------------------------------------------------ |
| 2022 | Esta historia me suena     |                     | Episodio: "Te voy a perder"                                                    |
| 2020 | La rosa de Guadalupe       | Ana / Lorena Aranza | Episodios: "El silencio de una mujer" "Un corazón nuevo" "Una nueva esperanza" |
| 2016 | Por siempre Joan Sebastian | Ivete Morán         | Miniserie                                                                      |
| 2014 | Como dice el dicho         | Frida               | Episodio: "Pies para qué los quiero..."                                        |

### Premios TvyNovelas 2016
| Categoría               | Telenovela        | Resultado |
| ----------------------- | ----------------- | --------- |
| Mejor actriz revelación | Amores con trampa | Nominada  |